# Suceveni
Suceveni est une commune roumaine située dans le județ de Galați.